# Секу Сергій Федорович
Сергій Федорович Секу (рум. Serghei Secu; нар. 28 листопада 1972, Кишинів, Молдавська РСР) — молдовський футболіст та тренер, виступав на позиції захисника. Виступав за національну збірну Молдови.

## Клубна кар'єра
Вихованець республіканської спортшколи Кишинева. Дорослу кар'єру розпочав 1989 році у складі кишинівського «Ністру» (згодом — «Зімбру») у першій лізі СРСР. За три сезони зіграв у вище вказаному турнірі 44 матчі.
Після розпаду СРСР залишив «Зімбру» й перейшов до клубу вищої ліги Молдови «Амоком», згодом перейменований на «Спортул Студенцеск», і виступав за нього протягом двох років. На початку 1994 року перейшов до тираспольського «Тилігул», де провів чотири з половиною сезони, зіграв близько 100 матчів. У складі «Тілігула» ставав срібним призером чемпіонату країни 1993/94, 1994/95, 1995/96, 1997/98, бронзовим призером 1996/97; володарем Кубку Молдови 1993/94, 1994/95. Брав участь у поєдинках єврокубків.
Після відходу з «Тілігула» деякий час не виступав у змаганнях високого рівня. Восени 2000 року провів 3 матчі у вищому дивізіоні Польщі за «Шльонськ» (Вроцлав). У серпні 2002 року зіграв 3 матчі за хабаровську «СКА-Енергію» у першому дивізіоні Росії. Восени 2003 грав у чемпіонаті Казахстану за «Женіс» (Астана) і став бронзовим призером турніру.
Наприкінці 2003 року повернувся на батьківщину та грав за аутсайдерів місцевого чемпіонату кишинівські «Уніспорт-Авто» та «Стяуа». 2005 року зіграв 3 матчі за єреванський «Бананц» і став бронзовим призером чемпіонату Вірменії. Наприкінці кар'єри знову грав за «ЦСКА-Стяуа», а також за аутсайдера другого дивізіону Румунії «Сечеле», інші румунські та молдовські команди нижчих дивізіонів та клуб із Північного Кіпру «Кючюк Каймакли».

## Кар'єра в збірній
Виступав за юнацькі збірні СРСР молодшого віку. У складі [[СРСР (U-18)|юнацької збірної (U-18)]] брав участь у матчах кваліфікації юнацького чемпіонату Європи 1990 року, в якому збірна СРСР стала переможцем.
Дебютував у збірній Молдови в її першому офіційному матчі, 2 липня 1991 року проти збірної Грузії. Своїм єдиним голом за збірну відзначився 12 жовтня 1994 року у кваліфікаційному турнірі чемпіонату Європи у ворота збірної Уельсу. Загалом у 1991—1997 роках провів 27 матчів за збірну, з них перші 7 поєдинків у 1991—1992 роках не враховуються ФІФА, але враховуються Федерацією футболу Молдови.

### Голи за збірну
Рахунок та результат збірної Молдови в таблиці подано на першому місці.
| №  | Дата           | Місце                                      | Суперник | Рахунок | Результат | Змагання                            |
| -- | -------------- | ------------------------------------------ | -------- | ------- | --------- | ----------------------------------- |
| 1. | 12 жовтня 1994 | Республіканський стадіон, Кишинів, Молдова | Уельс    | 2–1     | 3–2       | кваліфікація чемпіонату Європи 1996 |

## Кар'єра тренера
У 2009—2013 роках працював у системі клубу «Рапід» (Гідигіч), який раніше називався «ЦСКА-Рапід». Обіймав посаду спортивного директора, при цьому декілька разів виконував обов'язки головного тренера (серпень-вересень 2009 року, липень 2011 — березень 2012, квітень — червень 2012, січень — квітень 2013, вересень — жовтень 2013). Влітку 2013 року разом із групою гравців перейшов до «Костулені», але вже через півмісяця через невиконання фінансових запитів повернувся назад. У жовтні 2013 року через фінансову кризу в «Рапіді» остаточно залишив клуб.
Надалі очолював клуби вищого дивізіону Молдови «Академія» (Кишинів), «Сфинтул Георге», «Зімбру».
У грудні 2019 року призначений тренером юніорської збірної Молдови.

## Досягнення
- Національний дивізіон Молдови
  -  Срібний призер (4): 1993/94, 1994/95, 1995/96, 1997/98
  -  Бронзовий призер (1): 1996/97

- Кубок Молдови
  -  Володар (2): 1993/94, 1994/95
  -  Фіналіст (1): 1995/96

- Прем'єр-ліга Казахстану
  -  Бронзовий призер (1): 2003

- Прем'єр-ліга Вірменії
  -  Бронзовий призер (1): 2005